# 피트맨 (비디오 게임)
피트맨(PITMAN, 다른 이름: Catrap)은 1985년 샤프 MZ-700용으로 개발되고 Asmik에 의해 1990년 닌텐도 게임보이용으로 출시한 퍼즐 플랫폼 게임이다. 게임보이 버전은 2011년 10월 닌텐도 3DS 버추얼 콘솔용으로 재출시되었다.
퍼즐 게임으로서 플레이어는 의인화된 고양이인 한 아바타를 조종하여 장애물을 치우고 몬스터와 유령을 공격하여 화면에서 보이지 않게 함으로써 방을 돌아다니게 한다.

## 평가
| 평가                                       |       |
| ------------------------------------------ | ----- |
| 평론 점수 평론사 점수 게임프로 17/25 [ 1 ] |       |
| 평론 점수                                  |       |
| 평론사                                     | 점수  |
| 게임프로                                   | 17/25 |